# Hôtel du Lac (Tunis)

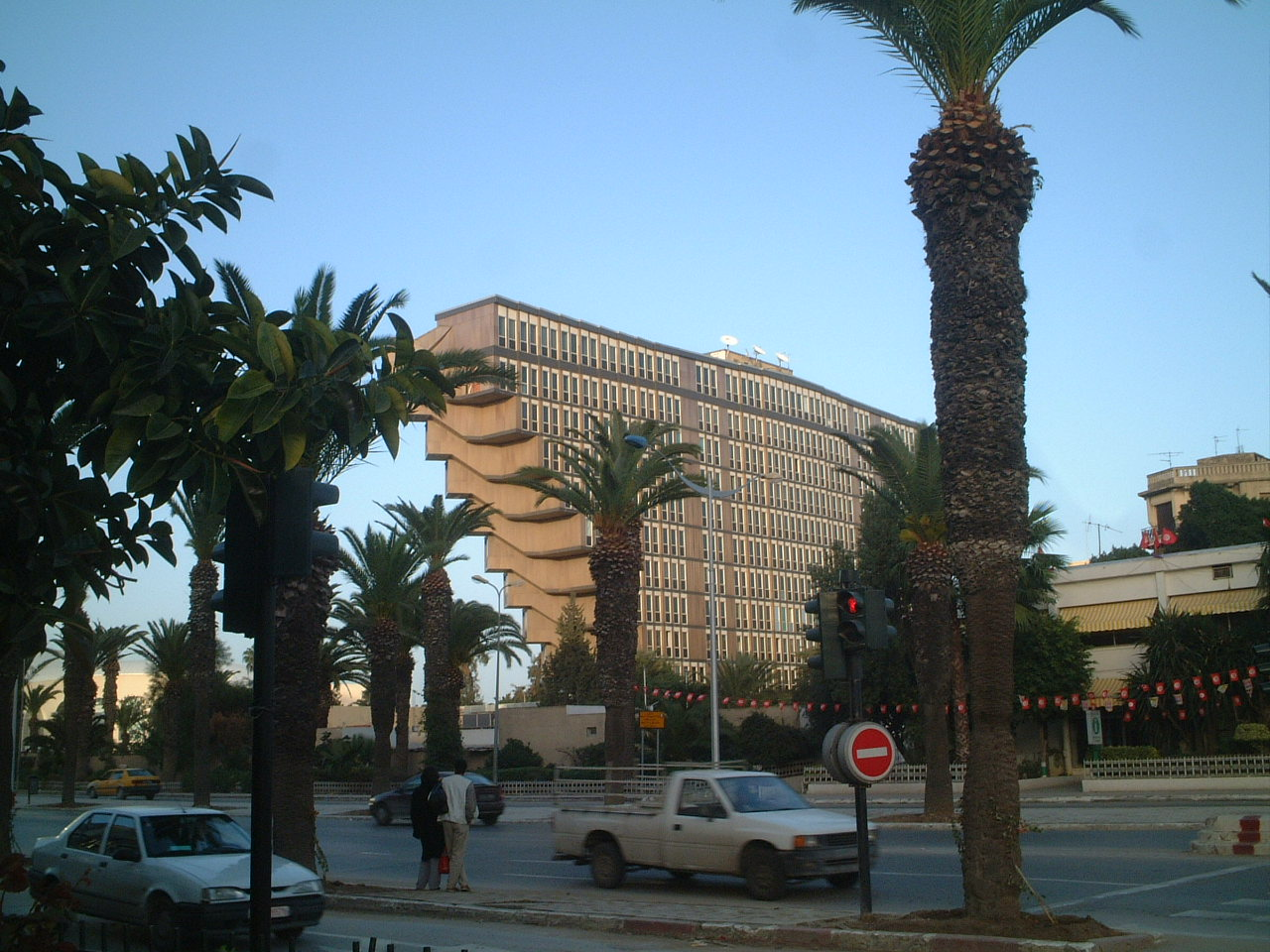
Hôtel du Lac in Tunis

Das Hôtel du Lac (arabisch نزل البحيرة, DMG Nazl al-Buḥaira) in Tunis ist ein 1970–73 nach Plänen des italienischen Architekten Raffaele Contigiani errichtetes Hotelgebäude in unmittelbarer Nähe zum See von Tunis. Das vom tunesischen Präsidenten Habib Bourguiba in Auftrag gegebene Hotel befindet sich mittlerweile in Besitz der libyschen Firma Lafico, die den Abriss plant. Das Gebäude steht zurzeit leer.

## Architektur
Das zehngeschossige Gebäude ist mit seiner einzigartigen, auffälligen Architektur und der Sichtbeton-Bauweise vom Baustil her ein Vertreter des Brutalismus. Indem jedes Stockwerk an beiden Enden um jeweils eine Zimmerbreite über das darunterliegende hinausragt, ist der Bau oben mit etwa 90 Metern fast doppelt so lang wie auf seinem Fundament. Die dadurch schräg aufsteigenden Gebäudeflanken erinnern mit den frei sichtbaren, nach außen geführten und dazu um 45° abgewinkelten Treppenhausschächten an Flügel oder an den Rumpf eines Schiffs.

## Geschichte

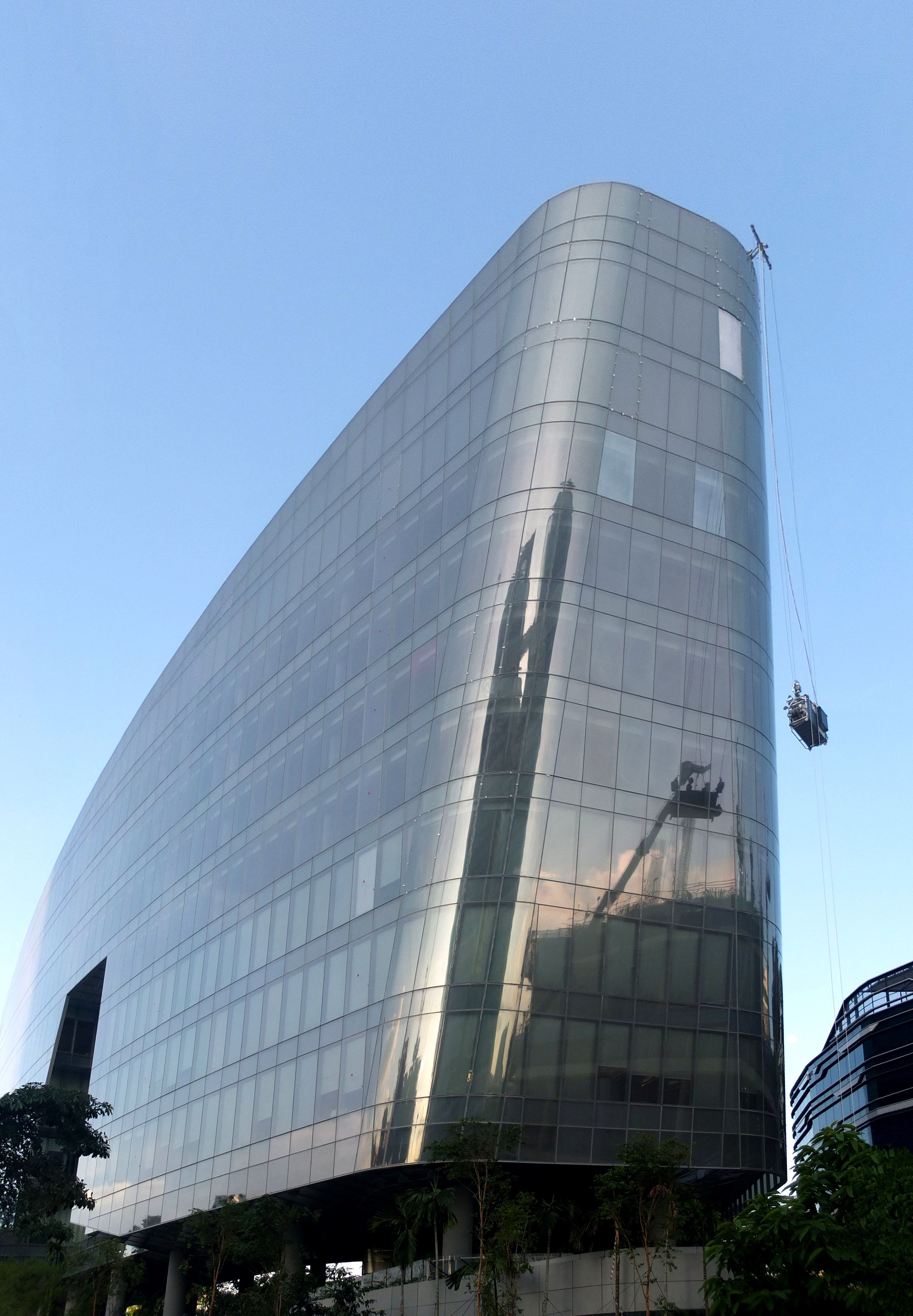
„Sandcrawler“-Gebäude von Lucasfilm in Singapur

Der Bau galt seinerzeit als ein Symbol für den Einzug der Moderne im arabischen Tunesien und wurde zu einem der touristischen Wahrzeichen von Tunis.
Die Gebäudeform soll als Inspiration für die Gestaltung des Sandcrawler, einer riesigen Wüstensand-Raupe aus dem ersten Star Wars Spielfilm Episode IV – Eine neue Hoffnung von George Lucas gedient haben.
Die Gestalt findet sich später wiederum in der Architektur des 2013 von Lucasfilm in Singapur () erbauten Firmengebäudes wieder.
Im Jahr 2013 wurde bekannt, dass sein Besitzer Libyan Arab Foreign Investment Company (LAFICO) plant den Hotelbau abzureißen und an seiner Stelle ein neues Luxus-Hotel zu errichten.

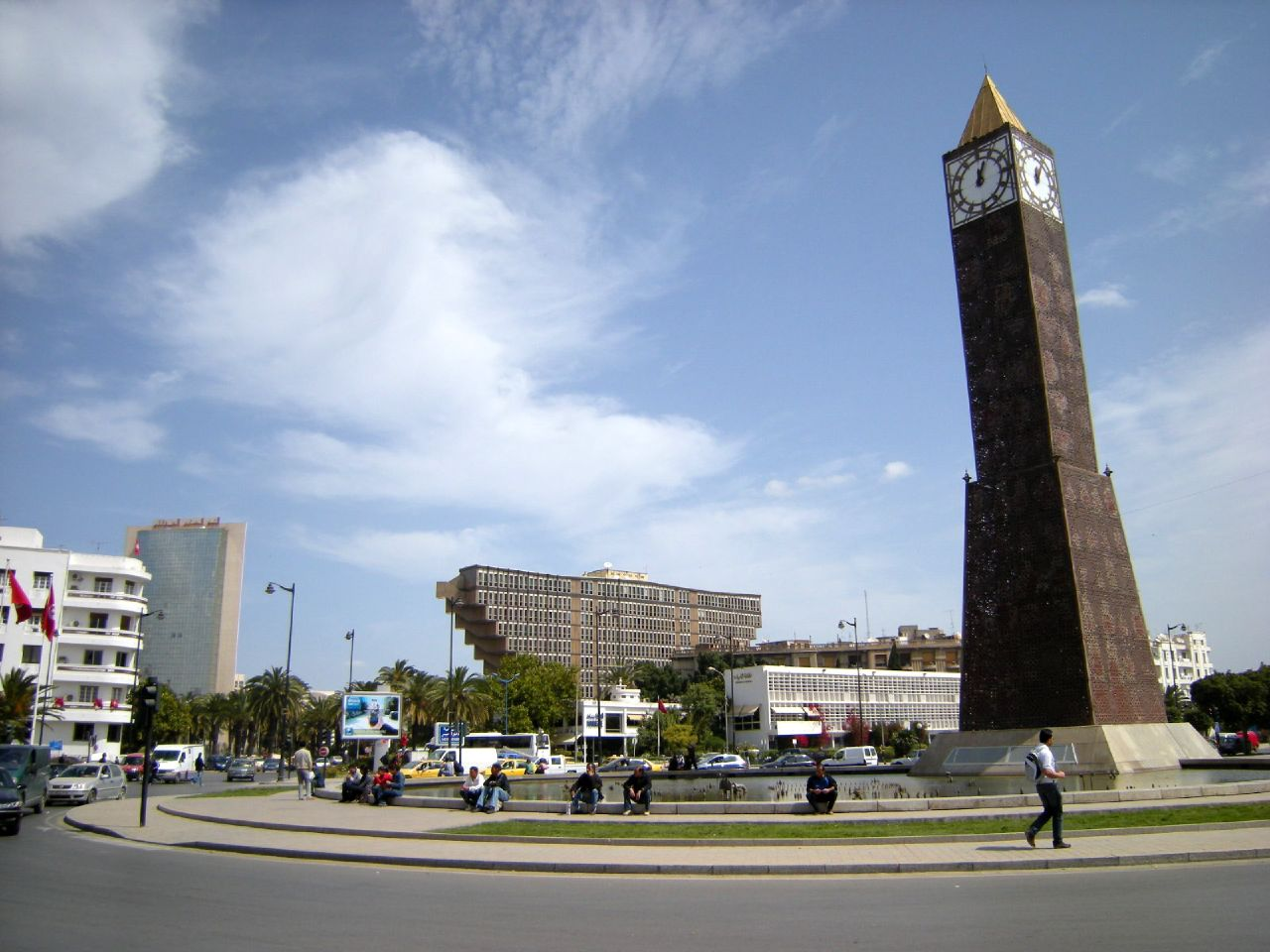
Hôtel du Lac vom Platz des 14. Januar
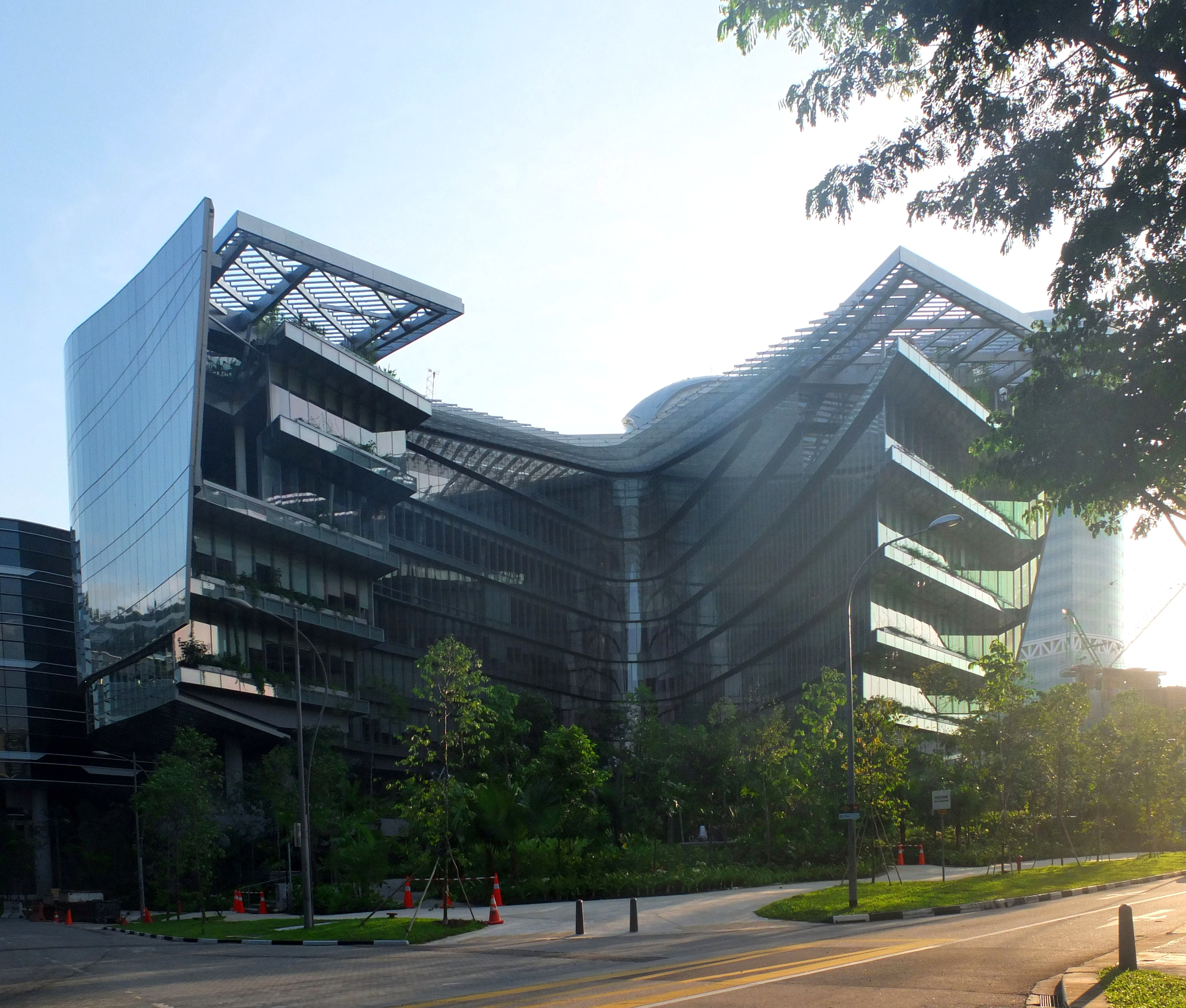
Rückansicht des Lucasfilm-Gebäudes